# La tempestad
La tempestad (La Tempête) est une telenovela mexicaine diffusée en 2013-2014 par Televisa et produite par Salvador Mejia Alejandre pour Televisa. Elle est basée sur La tormenta, réalisée en Colombie.
Cette production met en scène les protagonistes Ximena Navarrete et William Levy ainsi que Laura Carmine et Ivan Sánchez César Évora et Manuel Ojeda comme antagoniste principal. La production de La tempestad a officiellement commencé le 13 mai 2013 sur le Canal de las Estrellas. Il a succédé à Amores verdaderos.
En Afrique, le feuilleton est diffusé en septembre 2023 sur Novela F Plus Startimes.

## Distribution
- Ximena Navarrete : Marina Reverte
- Ivan Sanchez : Don Hernan Saldana
- Laura Carmine : Esther Mata
- William Levy : Captian Damian Fabre
- César Évora : Commandante  Fulgencio Salazar
- Maria Sorte : Beatriz vda. de Reverte
- Daniela Romo : Mercedes Artigas vda. de Saldana
- Nora Salinas : Tia Rebeca
- Manuel Ojeda : Don Ernesto Contreras
- Sharis Cid : Candelaria, dite Candy
- Alejandro Ibarra : Bagre
- Sergio Reynoso : Comandate Robles
- Alfonso Iturralde : Padre Tomas
- Latin Lover : El Oso
- Arturo Carmona : José Manríquez
- Gilberto de Anda : Nereo
- Roberto Blandon : Armando
- Lucero Lander : Delfina Mata de Salazar
- Oscar Bonfiglio : Enrique
- Eduardo Liñan : Docteur Gonzalez
- Adalberto Parra : Valdivia
- Luis Manuel Avila : Olinto
- Amparo Garrido : Alicia
- Fernando Larrañaga : Docteur San Miguel
- Malisha Quintana : Mayuya Canseco
- Janet Ruiz :  Rosario
- Salvador Ibarra : Lagarto
- Fernando Robles : Lara
- Francisco Martin : Lolo
- José Antonio Ferral : Toribio
- Amor Flores : Jazmín
- Enrique Zepeda : Lázaro
- Mariana Seoane : Dona Ursula Salazar
- Ricardo Kleinbaum : Dragon
- Roberto Blandon : Armando
- Yessica Salazar : Docteur Antonieta Narvaez
- Andres Gutierrez : Lic. Jacobo Souza
- Ana Gonzalez : Muneca
- Mar Contreras : Enriqueta
- Maricarmen Duarte : Chivis
- Mirta Renee Leon : Soraya
- Candela Arroyo :  Leona
- Francisco Casasola : policia
- Laura Montijano : Zully
- Heylin Vanegas : Abigail
- Suzet Villalobos : Abril
- Fatima Torre : Karina
- Jose Antonio Ferral : Toribio
- Rosita Bouchot : Lucrecia
- Alpha Acosta : Rosenda
- Vanessa Arias : Barbara
- Marco Montero
- Jose Pablo Minor
- Samuel Gallegos
- Ricardo Vera
- Javier Villarreal
- Francisco Casasola
- German Gutierrez
- Ruben Santana
- Raquel Olmedo
- Alma Cero
- Mariana Rivera
- Rocio Canseco
- Mariana Van Rankin
- Yolanda Lievana
- Ivonne Herrera
- Paola Preciado
- Omar Ayala Stunt

## Diffusion internationale
- Canal de las Estrellas : Du lundi au vendredi à 21h30 (13 mai 2013-présent)
- Mega : Du lundi au vendredi à 18h15 (2013-présent)
- Canal de las Estrellas Amérique latine : Du lundi au vendredi à 21h30 (2013-présent)
- Telemetro Canal 13
- TV Plus 2
- Univisión Porto Rico
- Telemicro
- La 1 (TVE)
- Venevisión
- Canal 3
- América TV
- Univisión
- Televicentro
- Telefuturo
- Red UNO
- Canal 9 Televida
- RTL Klub
- Drama TV
- Telenovela Channel (2016-2017)

## Autres versions
- La Tormenta (2005-2006), produit par Telemundo, mettant en scène Natalia Streignard, Christian Meier, Marcelo Buquet et Natasha Klauss.
- 'Huracán' est une telenovela Mexique réalisé par Televisa avec Angélica Rivera et Eduardo Palomo.